# Selecționata de fotbal a Insulelor Orkney
Selecționata de fotbal a Insulelor Orkney reprezintă Insula Orkney  în fotbalul internațional și este controlată de Asociația de Fotbal din Orkney. Nu este afiliată nici la FIFA și nici la UEFA.
A luat parte la Jocurile Islandei din 2001, 2003  și 2005.
| Ani   | Rundă | Loc  | M  | V | E | Î  | GP | GÎ | G+  |
| ----- | ----- | ---- | -- | - | - | -- | -- | -- | --- |
| 2001  | 11    | 12th | 4  | 0 | 0 | 4  | 2  | 20 | −18 |
| 2003  | 7     | 8th  | 5  | 1 | 0 | 4  | 5  | 30 | −25 |
| 2005  | 9     | 9th  | 5  | 1 | 0 | 4  | 7  | 12 | −5  |
| Total | 3/10  |      | 14 | 2 | 0 | 12 | 14 | 62 | −48 |

## Statistica meciurilor
| Adversari         | Meciuri | Victorii | Egaluri | Înfrângeri | GP  | GÎ  |
| ----------------- | ------- | -------- | ------- | ---------- | --- | --- |
| Alderney          | 1       | 1        | 0       | 0          | 3   | 1   |
| Anglesey          | 1       | 0        | 0       | 1          | 0   | 2   |
| Gibraltar         | 2       | 0        | 0       | 2          | 1   | 9   |
| Groenlanda        | 1       | 0        | 0       | 1          | 1   | 2   |
| Guernsey          | 2       | 0        | 0       | 2          | 0   | 13  |
| Rhodes            | 1       | 0        | 0       | 1          | 1   | 6   |
| Insulele Feroe    | 5       | 2        | 1       | 2          | 10  | 10  |
| Insulele de Vest  | 1       | 0        | 0       | 1          | 4   | 5   |
| Insulele Falkland | 2       | 1        | 0       | 1          | 3   | 4   |
| Jersey            | 1       | 0        | 0       | 1          | 0   | 12  |
| Saaremaa          | 1       | 0        | 0       | 1          | 1   | 2   |
| Shetland          | 86      | 32       | 4       | 50         | 156 | 207 |